# Lamentation (psychiatrie)
Pour les articles homonymes, voir Lamentation.
Une lamentation (du latin lamentatio) est une plainte caractérisée par des gémissements, pleurs, cris et/ou ruminations. Elle peut être causée par un évènement récent ou ancien dont un individu éprouve du regret pour certaines raisons qui peuvent être personnelles ou interpersonnelles (deuil, rupture sentimentale, etc.). Les ruminations peuvent être les premiers symptômes d'une dépression, voire d'une mélancolie, causés par des pensées négatives, une remise en question, et, dans certains cas, pouvant engendrer un isolement social, des troubles de la personnalité anxieuse et, dans certains cas extrêmes, un suicide. 
Également, les lamentations peuvent toucher les personnes âgées souvent seules.